# Andrew Johnston (Sänger)
Andrew Johnston (* 23. September 1994) ist ein britischer Knabensopran.

## Hintergrund
Er nahm 2008 an der zweiten Staffel der Castingshow Britain’s Got Talent teil und erreichte den dritten Platz. Im September des gleichen Jahres erschien unter dem Titel One Voice sein Debütalbum, das Platz 4 der britischen Charts erreichte und mit einer Goldenen Schallplatte ausgezeichnet wurde.